# Tzvetan Todorov
Tzvetan Todorov (en búlgar: Цветан Тодоров) (Sofia, 1 de març de 1939 — París, 7 de febrer de 2017) fou un lingüista, filòsof, historiador, professor i teòric literari búlgar, naturalitzat francès.

## Biografia
Va néixer l'1 de març de 1939 a la ciutat de Sofia, capital del Regne de Bulgària, fill d'una família de bibliotecaris. Educat a la Bulgària comunista, l'any 1963 s'instal·là a París (França), país del qual aconseguí la ciutadania el 1973. Va ser alumne de Roland Barthes, qui va dirigir la seva tesi doctoral, i col·laborador de la revista de crítica fundada per Barthes i Philippe Sollers Tel Quel.
El 1968 inicià les seves activitats al Centre Nacional de la Recerca Científica (CNRS) de París, del qual és actualment el seu director emèrit. Entre 1983 i 1987 fou director del Centre d'Investigacions sobre les arts i el llenguatge. També ha estat professor convidat a les universitats de Nova York, Columbia, Harvard, Yale i Califòrnia.
Va casar-se amb l'escriptora canadenca Nancy Huston, també alumna de Roland Barthes, amb qui va tenir dos fills.

## Obra
Després d'un primer treball de crítica literària dedicat a la poètica dels formalistes russos, el seu interès es va estendre a la filosofia del llenguatge, disciplina que va concebre com a part de la semiòtica o ciència del signe en general. De la seva obra teòrica destaca la difusió del pensament dels formalistes russos; en els seus textos historiogràfics predomina l'estudi de la conquesta d'Amèrica i dels camps de concentració, tant nazis com de la Rússia estalinista.
La seva anàlisi de la vida és part d'un enfocament comú sobre l'antropologia i la història. En la seva investigació sobre la història de l'humanisme destaca en els seus treballs sobre l'obra de Jean-Jacques Rousseau, Montesquieu, Michel de Montaigne i Benjamin Constant.
El juny de 2008 fou guardonat amb el Premi Príncep d'Astúries de Ciències Socials per representar "en aquest moment l'esperit de la unitat d'Europa, de l'Est i de l'Oest, i el compromís amb els ideals de llibertat, igualtat, integració i justícia". El 2009 es va publicar en català Una tragèdia francesa (L'Avenç, traduït per Lourdes Bigorra).